# Chó chống tăng
Chó chống tăng (tiếng Nga: собаки-истребители танков sobaki-istrebiteli tankov hoặc противотанковые собаки protivotankovye sobaki; tiếng Đức: Panzerabwehrhunde hay Hundeminen, "mìn chó") là những con chó được huấn luyện để có thể mang thuốc nổ đến chỗ xe tăng, phương tiện chiến đấu bọc thép và các mục tiêu quân sự khác. Quân đội Liên Xô và Nga đã huấn luyện rộng rãi chó nghiệp vụ từ 1930 đến 1996 và sử dụng chúng vào các năm 1941–1942 để chống lại xe tăng Đức trong Chiến tranh Vệ quốc Vĩ đại.

## Triển khai bởi Liên Xô

### Lịch sử

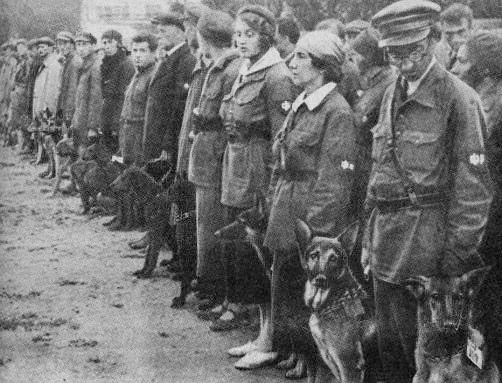
Trường huấn luyện chó quân đội Liên Xô, 1931

Trong Chiến tranh thế giới thứ nhất, chó có nhiệm vụ chủ yếu là tìm kiếm, cứu nạn và cảnh báo binh sĩ về các cuộc tấn công bằng khí độc hoặc pháo binh sắp diễn ra.
Đến thập niên 1920, Liên Xô ngày càng coi trọng việc sử dụng chó trong công tác liên lạc, tìm kiếm cứu hộ. Năm 1919, nhà khuyển học V. Yazykov đã đề xuất ý tưởng sử dụng chó cho các mục đích quân sự. Năm 1924, trường huấn luyện quân khuyển đầu tiên được thành lập tại tỉnh Moskva. Không chỉ dạy chó, trường còn đào tạo cả những sĩ quan, chiến sĩ sử dụng quân khuyển trong thực tiễn về sau. Với 11 khoa đào tạo, huấn luyện chó vận tải (kéo xe trượt tuyết), chó cứu thương (mang bông băng, thuốc men đến với các chiến sĩ bị thương đang nằm trên trận địa), chó liên lạc (mang thư từ, mệnh lệnh đến các đơn vị chiến đấu), chó dò mìn, chó biệt kích (đeo mìn, bộc phá đến các mục tiêu cần tấn công), chó trinh sát, thám báo... và đặc biệt nhất trong số đó là chuyên ngành đào tạo chó chống tăng. Không lâu sau đó, mười hai trường khu vực đã được mở ra, ba trong số đó đào tạo chó chống tăng.
Năm 1930, trung sĩ Ivan Shoshin - một học viên sử dụng quân khuyển đề xuất ý tưởng dùng chó đeo mìn lao vào xe tăng địch. Thời bấy giờ, biện pháp chống tăng phổ biến nhất là rải mìn chống xe bánh xích. Tuy nhiên, chiến thuật này hiệu quả không cao - lượng mìn hao tốn rất nhiều mà xác suất xe tăng trúng mìn rất thấp, và một số nhược điểm khác. Vì vậy Shoshin suy nghĩ: “Tại sao mìn phải nằm một chỗ chờ xe tăng? Tại sao không chế tạo một loại mìn di động, có thể tự tìm đến xe tăng để tiêu diệt?”. Từ ý tưởng này của Shoshin, Sergey Nitz cũng là một học viên sử dụng quân khuyển chế tạo loại mìn đặc biệt dành cho chó chống tăng. Vỏ thép gầm xe tăng rất mỏng, vì vậy chỉ cần một lượng chất nổ không lớn (vừa với sức mang của 1 chú chó) vẫn đủ để phá hủy chiếc xe tăng và tiêu diệt hoàn toàn tổ lái.

### Đào tạo, huấn luyện
Đào tạo, huấn luyện chó chống tăng là một quá trình lâu dài, đòi hỏi sự kiên trì và phương pháp khoa học. Thời bình, một khóa đào tạo kéo dài trung bình 6 tháng. Thời chiến chó chống tăng được đào tạo cấp tốc trong vòng ba tháng. Loài chó rất sợ tiếng nổ. Vì thế, không phải con chó nào được chọn đưa vào huấn luyện cũng vượt qua được mọi thử thách.
Ý tưởng ban đầu là dùng một khối thuốc nổ TNT nặng khoảng 12 kg buộc vào thân chó, sau đó để chúng chạy thẳng về phía xe tăng địch. Quả bom được kích hoạt bằng thiết bị hẹn giờ hoặc kích nổ từ xa khi con chó tiếp cận mục tiêu. Tuy nhiên trong thực tế, quá trình này không thành công. Liên Xô đã thử nghiệm phương thức này trong vòng sáu tháng mà không thu được kết quả như mong muốn bởi chó chỉ có thể tấn công được một xe tăng. Nếu trên chiến trường xuất hiện cùng lúc nhiều xe tăng, lũ chó sẽ trở nên bối rối, không biết tấn công chiếc nào, cuối cùng chạy trở về chỗ huấn luyện viên cùng quả bom chưa phát nổ. Điều này có thể khiến cả chó lẫn huấn luyện viên thiệt mạng.
Phương pháp huấn luyện chủ yếu dựa trên cơ chế phản xạ bản năng đối với thức ăn. Ban đầu, chó được cho ăn ngay bên cạnh xe tăng, sau đó là dưới gầm xe tăng, rồi dưới gầm xe tăng có nổ máy, gầm rú. Xe tăng dùng để huấn luyện chó chống tăng được thiết kế có những ngăn chứa thức ăn bên dưới gầm; người ta để cho chó thật đói rồi thả ra, chúng tự khắc chui vào gầm xe tăng để tìm kiếm thức ăn. Nhưng khi chui được vào gầm xe, chó phải thực hiện thao tác giật dây nụ xòe thì các ngăn thức ăn mới mở ra. Bài học ngày càng khó dần theo mỗi giai đoạn huấn luyện, cho đến khi chó có thể chui vào gầm xe tăng đang chạy để kiếm thức ăn, cuối cùng là chui vào gầm những chiếc xe tăng đang vừa chạy vừa bắn đạn đại liên và nã pháo.

### Tham chiến
Khi chiến tranh Vệ quốc vĩ đại mới bắt đầu, đã có 60.000 con chó phục vụ trong các đơn vị Hồng Quân. Hưởng ứng lệnh tổng động viên sức người sức của, rất nhiều gia đình hiến tặng những con chó của mình, cho chúng "tòng quân, nhập ngũ" tham gia chiến đấu bảo vệ Tổ quốc.

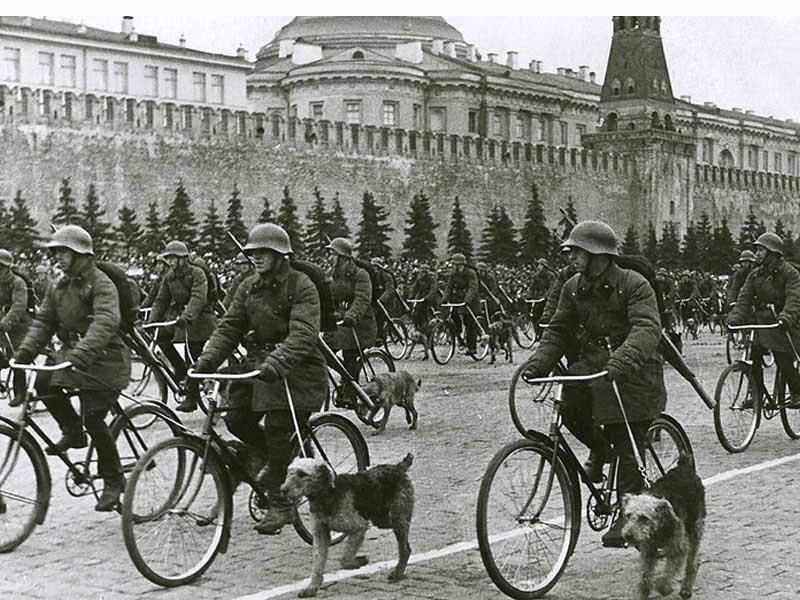
Duyệt binh trên quảng trường Đỏ, Moskva, 1 tháng 5 năm 1938

Nhu cầu sử dụng chó chống tăng gia tăng trong những năm 1941-1942, khi Hồng Quân phải thực hiện mọi nỗ lực để kìm chân Wehrmacht (quân đội của Đức Quốc xã) trên mặt trận phía Đông. Trong giai đoạn này, các trường huấn luyện chó nghiệp vụ chủ yếu tập trung đào tạo chó chống tăng. Khoảng 40.000 con chó đã được triển khai cho nhiều nhiệm vụ khác nhau trong quân đội Liên Xô.
Có tất cả 168 trung đoàn quân khuyển, trong đó có 12 tiểu đoàn chó chống tăng, được biên chế theo phương thức "một chó một chủ", nghĩa là mỗi con chó đều có riêng một chiến sĩ chuyên chăm sóc, huấn luyện và sử dụng trong chiến đấu. Ngoài ra, ở mỗi đại đội bộ binh đều có khoảng 50 - 60 con chó chống tăng.
Những con chó chống tăng của tiểu đoàn đặc biệt số 1 (212 con chó và 199 huấn luyện viên) lần đầu tiên được triển khai trong trận chiến gần Moscow. Cuộc tấn công lớn đầu tiên của những con chó bị thất bại hoàn toàn. Vì không có sự che chở yểm trợ của bộ binh Liên Xô, quân Đức dễ dàng bắn hạ những chú chó cảm tử này. Ngoài ra, chó được huấn luyện với xe tăng Liên Xô chạy bằng động cơ diesel và đã quen với mùi dầu diesel, nhưng xe tăng Đức sử dụng xăng. Vì thế, những chú chó hoàn toàn bối rối trên chiến trường, không biết đâu là mục tiêu để tấn công.
Những lần sau, chiến thuật đã được thay đổi và chó vẫn được tiếp tục huấn luyện. Đến cuối năm 1941, hơn 1.000 chú chó đã chiến đấu ở mặt trận và năm sau con số này vượt quá 2.000. Vào ngày 21-7-1942, những chú chó cảm tử đã giúp quân đội Liên Xô đánh thắng một trận chiến lớn gần Taganrog trên Biển Azov. Khi 40 xe tăng của quân Đức tấn công lữ đoàn bộ binh hải quân Liên Xô, 56 chú chó chống tăng của đại đội 4 đã thực hiện một trận tấn công và phá hủy nhiều xe tăng của Đức, buộc quân Đức phải rút lui. Ngày 22-7-1942, tại mặt trận Tây Nam thành phố Rostov trên sông Đông, 64 chó chống tăng đã xung phong và tiêu diệt được 34 xe tăng Đức.
Suốt thời gian chiến tranh Vệ quốc vĩ đại, có hơn 300 xe tăng chiếc xe tăng Đức bị tiêu diệt bởi chó chống tăng của Hồng Quân. Tính về thành tích chiến dịch, có 18 cuộc tấn công quy mô lớn bằng xe tăng của quân Đức bị chặn đứng nhờ công phần lớn của chó chống tăng.
Lính xe tăng Đức rất sợ chó chống tăng của Liên Xô, vì dù có trông thấy cũng không thể bắn hạ bằng pháo tầm xa, nếu mở nắp tháp pháo ngoi lên để bắn bằng súng tiểu liên thì không khéo bản thân mình sẽ trúng đạn của đối phương. Ngoài ra, do chó chạy nhanh, chạy ngoằn ngoèo nên rất khó bắn trúng. Hơn nữa, trên địa hình đồng cỏ hay đồng lúa mì, chó chạy ở dưới thấp, rất khó phát hiện. Quân đội của Đức Quốc xã rất sợ thứ "vũ khí bốn chân" này của Hồng Quân nên chủ trương tiêu diệt tất cả chó trong vùng đóng quân hay trên đường hành quân, bất kể chó hoang hay chó nhà. Họ còn có sáng kiến dùng vỉ lưới thép che chắn đằng trước và đằng sau gầm xe tăng để chó chống tăng không thể chui được vào gầm. Nhưng biện pháp này không mấy hiệu quả, vì khi xe di chuyển trên địa hình không bằng phẳng thì các vật cản có thể làm méo mó, biến dạng, cong vênh vỉ lưới, như vậy chó vẫn chui vào được. Chó chống tăng hoạt động rất hiệu quả trong những trận chiến nội thành, vì chúng có thể luồn lách qua các đống đổ nát khiến kẻ thù trở tay không kịp. Trong chiến dịch Stalingrad, tiểu đoàn chó chống tăng số 28 do thượng úy Anatoly Kunin chỉ huy đã tiêu diệt được 63 xe tăng và gần 100 xe bọc thép của quân đội của Đức Quốc xã, cùng với đó là khoảng 500 tên địch. Anatoly Kunin được phong Anh hùng ngay trong chiến dịch. Tuy nhiên, mức tổn thất của đơn vị cũng rất lớn: chỉ trong vòng 3 tháng, đã có 148 chú chó chống tăng phải hi sinh để tiêu diệt địch.
Tuy nhiên, tổng quan nhìn nhận đây không phải là một chiến thuật hiệu quả bởi những con chó thường tỏ ra sợ hãi trên chiến trường thực sự, làm hỏng kế hoạch. Lý do là trong quá trình huấn luyện, Liên Xô đã cố gắng mô phỏng điều kiện chiến trường sát với thực tế nhưng vẫn có sai sót. Những con chó được huấn luyện với Xe tăng T-34 sử dụng động cơ dầu diesel, trong khi xe tăng Đức lại dùng động cơ xăng. Sự khác biệt rõ rệt giữa mùi và âm thanh của hai loại xe này khiến những con chó không thể phân biệt được mục tiêu để tấn công. Trong 30 chiến binh chó đầu tiên tham chiến, chỉ có bốn con kích nổ bom gần xe tăng. Những con chó không được làm quen với mọi tình huống trên chiến trường, chúng không chạy vào gầm xe địch như dự kiến. Thay vào đó, chúng chạy dọc xe tăng và bị bắn chết, hoặc bị tiêu diệt trước khi đến gần xe.
Việc sử dụng chó làm vũ khí chống tăng giảm dần sau một năm. Chúng vẫn được dùng trong chiến đấu nhưng không được chú trọng như trước. Vào giai đoạn cuối chiến tranh, chó được huấn luyện cho nhiệm vụ hậu cần thay vì diệt tăng. Đến giữa năm 1943, tình hình trên mặt trận đã thay đổi, Hồng quân Liên Xô đã có đủ vũ khí chống tăng, do đó họ đã ngừng sử dụng chó cho các nhiệm vụ cảm tử chống xe tăng của quân Đức. Những chú chó được huấn luyện để làm nhiệm vụ khác, như đánh hơi dò mìn, tìm kiếm những người lính Liên Xô bị hy sinh hoặc bị thương vẫn còn sống sót trên chiến trường.

### Vinh danh
Do chiến tranh nên không thể thống kê đầy đủ số chó chống tăng đã chết vì đánh bom xe tăng tự sát trong những trận đánh góp phần làm nên chiến thắng của Hồng Quân. Thậm chí tên gọi của chúng cũng không được ghi chép lại - trong hồ sơ phiên chế các đơn vị chó chống tăng, mỗi chiến sĩ bốn chân ấy chỉ được ghi nhận bằng những số hiệu.
Trong Thế chiến 2, khoảng 60.000 chú chó đã được đưa vào quân đội Liên Xô. Gần 700.000 binh sĩ bị thương đã được kéo về từ chiến trường nhờ những chú chó quân y. Chú chó tên Julbars đã tìm được 7.000 quả mìn và đạn pháo trên chiến trường. Trong cuộc diễu hành Chiến thắng ở Moscow vào tháng 6-1945, chú chó này được một người lính ẵm trên tay để cùng diễu binh.
Năm 2010, tại quảng trường Chiến sĩ ở thành phố Volgograd, người ta đã dựng tượng đài tôn vinh, tưởng niệm những chú chó chống tăng anh dũng trong Chiến tranh Vệ quốc Vĩ đại, với hình mẫu là chú chó mà Trung tướng Vasily Ivanovich Chuikov - tư lệnh chiến dịch Stalingrad đích thân trao tặng thượng úy anh hùng Kunin.

## Các quốc gia khác sử dụng

### Đức Quốc xã
Phát xít Đức được cho là huấn luyện khoảng 25.000 con chó để tham chiến, bao gồm cả mục đích chống tăng.

### Đế quốc Nhật Bản
Lục quân Đế quốc Nhật Bản đã nhận khoảng 25.000 con chó từ đồng minh Đức và thành lập một số trường huấn luyện chó ở Nhật Bản và một trường mở tại Nam Kinh, Trung Quốc. Một số con chó được đào tạo cho nhiệm vụ phá hủy, nhưng thay vì đeo thuốc nổ lên con chó, thuốc nổ được đặt trên xe chó kéo. Việc này ít có hiệu quả, chủ yếu vì thiếu sự huấn luyện. Vào cuối thập niên 1940, lực lượng Việt Minh đã sử dụng chó chống tăng trong chiến đấu tại Đông Dương.

### Hoa Kỳ
Năm 1943, quân đội Hoa Kỳ đã tính đến việc sử dụng chó nghiệp vụ để đánh công sự. Mục đích là để một con chó mang bom hẹn giờ chạy vào boong ke. Những chú chó trong chương trình bí mật này được huấn luyện ở pháo đài Belvoir. Những con chó đó được gọi là "chó sói hủy diệt", được dạy chạy đến boong ke, chui vào trong và ngồi xuống đợi một vụ nổ giả định. Mỗi con chó được đeo bom quanh mình trong những túi vải bạt, giống như cách làm của Nga. Chương trình này chấm dứt vào ngày 17 tháng 12 năm 1943 do lo ngại thiếu an toàn. Trong lúc huấn luyện, những con chó thường chạy ngược lại chỗ người huấn luyện mà không đi vào boong ke hoặc không đợi ở đó đủ thời gian cần thiết, điều này có thể dẫn đến thương vong cho đồng đội trong trường hợp thực chiến. Người ta lo ngại rằng trên chiến trường những con chó sẽ chạy ngược lại nhiều hơn vì sợ hỏa lực kẻ thù. Những cố gắng tiếp tục chương trình này trong các năm 1944 và 1955 đều thất bại.
William A. Prestre, một công dân Thụy Sĩ sống tại Santa Fe, New Mexico đã đề xuất việc sử dụng những con chó lớn để giết lính Nhật. Ông đã thuyết phục quân đội dành ra một hòn đảo trên sông Mississippi để làm nơi huấn luyện. Tại đó quân đội kỳ vọng sẽ đào tạo được hai triệu con chó. Mục đích là dùng cho việc xâm nhập các đảo: tàu đổ bộ thả ra hàng ngàn con chó chống lại lính Nhật phòng thủ, quân Mỹ sẽ được triển khai khi quân Nhật chạy toán loạn. Một trong những vấn đề lớn nhất gặp phải là tìm ra lính Nhật để huấn luyện những con chó, khi mà có rất ít lính Nhật đang bị bắt. Cuối cùng những người lính Mỹ gốc Nhật tình nguyện tham gia đóng giả. Vấn đề lớn nhất ở đây là những con chó, hoặc chúng quá ngoan ngoãn, không phản ứng lại việc huấn luyện dạy chúng xông qua bãi biển, hoặc quá sợ hỏa lực. Sau khi đã tiêu tốn hàng triệu đô la, người ta từ bỏ chương trình này.
Ngoài ra, những con chó đeo thuốc nổ đã được dùng trong cuộc nổi loạn ở Iraq những năm 2000 nhưng không thành công.